# Xystrota rubromarginata
Xystrota rubromarginata là một loài bướm đêm trong họ Geometridae.